# Dương Thiên Hoa
Dương Thiên Hoa (giản thể: 杨千嬅; phồn thể: 楊千嬅, tiếng Anh: Miriam Yeung Chin-wah, sinh ngày 3 tháng 2 năm 1974) là một nữ ca sĩ kiêm diễn viên người Hồng Kông.

## Tiểu sử
Dương Thiên Hoa là con cả trong gia đình có 3 anh chị em. Sau cô còn có 1 em gái và 1 em trai.
Trước khi gia nhập làng giải trí, cô là một y tá ở bệnh viện Princess Margaret ở Hồng Kông. Miriam đã học tại trường Cao đẳng Holy Family Canossian ở Cửu Long, Hồng Kông. 
Dương Thiên Hoa gia nhập làng giải trí sau khi đoạt giải 3 trong cuộc thi "Tuyển lựa tài năng trẻ" (New Talent Singing Awards) lần thứ 14 của đài TVB năm 1995 , và cô ấy cũng bắt đầu nổi tiếng từ thời điểm đó.
Với vai trò là một diễn viên, Miriam thường được biết đến với những vai diễn trong những bộ film hài kịch, đóng vai những cô gái ngây thơ, khờ dại và vụng về.

## Đời sống cá nhân
Ngày 11 tháng 8 năm 2009, Dương Thiên Hoa đăng ký kết hôn cùng bạn trai Đinh Tử Cao tại Las Vegas, Mỹ. Ngày 20 tháng 12 năm 2010, cặp đôi tổ chức lễ cưới tại khách sạn Grand Hyatt, Hồng Kông.
Ngày 5 tháng 6 năm 2012, Dương Thiên Hoa hạ sinh con trai Torres Đinh Tiến Nặc.

## Âm nhạc
| STT | Phát hành            | Hãng Đĩa         | Tên                                                             | Loại                |
| --- | -------------------- | ---------------- | --------------------------------------------------------------- | ------------------- |
| 1   | Tháng 10 năm 1996    | Capital Artists  | Sói Đến Rồi 狼來了 (Hua Xing 40 Fu Ke Ji Lie)                   | Quảng Đông          |
| 2   | 13 tháng 6 năm 1997  | Capital Artists  | Trực Giác                                                       | Quảng Đông          |
| 3   | 1 tháng 11 năm 1997  | Capital Artists  | Si Ri Ji (Capital Artists 40th Anniversary Reissue Series)      | EP                  |
| 4   | 6 tháng 4 năm 1998   | Capital Artists  | Dao Ci Yi You (Capital Artists 40th Anniversary Reissue Series) | Quảng Đông          |
| 5   | 1 tháng 8 năm 1998   | Capital Artists  | Đại Kích Tưởng                                                  | EPseries            |
| 6   | 22 tháng 8 năm 1998  | Capital Artists  | Ti Yan Ru Xue (Capital Artists 40th Anniversary Reissue Series) | New song + featured |
| 7   | 15 tháng 11 năm 1998 | Capital Artists  | 1-100                                                           | EP                  |
| 8   | 30 tháng 7 năm 1999  | Capital Artists  | Câu Chuyện Mùa Hạ / Summer Story                                | Quảng Đông          |
| 9   | 13 tháng 11 năm 1999 | Capital Artists  | Mỉm Cười 微笑                                                   | Madarin             |
| 10  | Tháng 12 năm 1999    | Capital Artists  | Câu Chuyện Mùa Đông                                             | Quảng Đông          |
| 11  | Tháng 9 năm 2000     | Capital Artists  | Play It Loud, Kiss Me Soft                                      | EPdual              |
| 12  | 22 tháng 9 năm 2001  | Cinepoly Records | Miriam                                                          | Quảng Đông          |
| 13  | 27 tháng 9 năm 2001  | Capital Artists  | My Favourite Hits                                               | Featured            |
| 14  | 15 tháng 4 năm 2002  | Cinepoly Records | M VS M 上半场                                                   | EP                  |
| 15  | 1 tháng 6 năm 2002   | Cinepoly Records | M VS M 下半场、 M VS M 总决赛                                   | EP                  |
| 16  | 22 tháng 11 năm 2002 | Cinepoly Records | Miriam's Music Box                                              | Quảng Đông          |
| 17  | 18 tháng 3 năm 2003  | Cinepoly Records | Nhướng Mày 揚眉                                                 | Madarin             |
| 18  | 9 tháng 7 năm 2003   | Cinepoly Records | Make Up                                                         | Quảng Đông          |
| 19  | 27 tháng 11 năm 2003 | Cinepoly Records | Miriam's Melodies                                               | New song + featured |
| 20  | 21 tháng 1 năm 2004  | Gold Typhoon     | 2004开大                                                        | EP                  |
| 21  | 25 tháng 6 năm 2004  | Gold Typhoon     | Electric Girl                                                   | Quảng Đông          |
| 22  | 29 tháng 8 năm 2004  | Cinepoly Records | 傻仔2004                                                        | New song + featured |
| 23  | 22 tháng 4 năm 2005  | Gold Typhoon     | Single                                                          | Quảng Đông          |
| 24  | 1 tháng 12 năm 2006  | Cinepoly Records | Kim Kinh Điển                                                   | Featured            |
| 25  | 12 tháng 12 năm 2006 | Gold Typhoon     | Unlimited                                                       | Quảng Đông          |
| 26  | 7 tháng 2 năm 2007   | Cinepoly Records | Simply Me                                                       | New song + featured |
| 27  | 14 tháng 8 năm 2007  | AMusic           | Meridian                                                        | Quảng Đông          |
| 28  | 26 tháng 9 năm 2009  | AMusic           | Wonder Miriam                                                   | Quảng Đông          |
| 29  | 16 tháng 10 năm 2009 | AMusic           | Living Very Happily                                             | Quảng Đông          |
| 30  | 1 tháng 12 năm 2009  | Cinepoly Records | Thiên Hoa Thịnh Điển (Digtial Only)                             | Featured            |
| 31  | 5 tháng 10 năm 2010  | Gold Typhoon     | Hỉ Ái                                                           | New song + featured |
| 32  | 7 tháng 10 năm 2010  | Capital Artists  | Home                                                            | EP                  |
| 33  | 8 tháng 3 năm 2011   | Capital Artists  | Ready Or Not                                                    | Madarin             |
| 34  | 18 tháng 1 năm 2012  | Capital Artists  | Chim Lửa                                                        | Quảng Đông          |
| 35  | 19 tháng 10 năm 2012 | Gold Typhoon     | 金牌10年精选系列 杨千嬅                                         | Featured            |
| 36  | 11 tháng 12 năm 2015 | Media Asia Music | If Everybody Had an Ocean                                       | Quảng Đông          |

## Đại nhạc hội
| Năm                          | Tên                                                                    | Tên tiếng Trung                          | Địa điểm tổ chức                                                                        | Ca khúc chủ đề                                      | Chú thích                                                            |
| ---------------------------- | ---------------------------------------------------------------------- | ---------------------------------------- | --------------------------------------------------------------------------------------- | --------------------------------------------------- | -------------------------------------------------------------------- |
| 21-22/09/2000                |                                                                        | My concert花樣千嬅演唱會2000             | Sân vận động Hồng Khám (Hồng Kông)                                                      | 放煙花                                              | Lần đầu tiên tổ chức đại nhạc hội tại SVĐ Hồng Khám                  |
| 16-22/08/2002                | Đại nhạc hội Thiên Hồng Vạn Tử / Million Purple Thousand Red Live 2002 | 楊千嬅萬紫千紅演唱會2002                 | Sân vận động Hồng Khám (Hồng Kông)                                                      |                                                     | Lần đầu tiên tổ chức đại nhạc hội với 4 mặt khán đài                 |
| 2004                         | Đại nhạc hội Khai Niên Đại Khúc VOL 3                                  | 楊千嬅演唱會開年大典VOL 3                | Sân vận động Hồng Khám (Hồng Kông), Mĩ, Canda, Úc, Quảng Đông (Trung Quốc), Malaysia    | 開大                                                | Lần đầu tiên tổ chức tour diễn thế giới                              |
| 2007                         | Đại nhạc hội All About Love 2007                                       | 楊千嬅All About Love 2007演唱會          | Sân vận động Hồng Khám (Hồng Kông), Las Vegas (Mĩ), Toronto (Canada), Malaysia          | 不認不認還需認                                      |                                                                      |
| 2010                         | Tour diễn thế giới Ladies&Gentlemen 2010                               | Ladies&Gentlemen楊千嬅世界巡迴演唱會2010 | Sân vận động Hồng Khám (Hồng Kông), Macao, Quảng Đông (Trung Quốc), Malaysia            | 斗零踭 Giày Cao Gót                                 | Kỉ niệm 15 năm hoạt động                                             |
| 2015                         | Tour diễn thế giới Let's Begin 2015                                    | 楊千嬅Let's Begin世界巡迴演唱會2015      | Sân vận động Hồng Khám (Hồng Kông), Macao, Quảng Đông (Trung Quốc), Singapore, Malaysia | 好不容易遇見愛 Gặp Được Tình Yêu Thật Không Dễ Dàng | Kỉ niệm 20 năm hoạt động                                             |
| 23-31/12/2017, 01-02/01/2018 | Đại nhạc hội 3 2 1 GO!                                                 | 楊千嬅三二一GO！演唱會                   | Sân vận động Hồng Khám (Hồng Kông)                                                      | Wonder Woman                                        | Lần đầu tiên tổ chức đại nhạc hội countdown đón năm mới              |
| 2019-2020                    | Tour diễn thế giới MY BEAUTIVE LIVE                                    | My Beautiful Live 楊千嬅世界巡迴演唱會   | Trung Quốc, Úc, New Zealand, Mĩ, Canada, Macao (những nơi đã tổ chức)                   | 穿越                                                | Tour diễn thế giới quy mô lớn đầu tiên, tour có số đêm diễn dài nhất |

## Phim

### Điện ảnh
| Năm  | Tên                                                  | Tên Tiếng Trung               | Vai                     | Ghi Chú   |
| ---- | ---------------------------------------------------- | ----------------------------- | ----------------------- | --------- |
| 1998 | Rumble Ages                                          | 烈火青春1998                  | Wing                    |           |
| 1998 | The Group                                            | 全職大盜                      | Coco                    |           |
| 2001 | Feel 100% II                                         | 百分百感覺2                   | Hứa Hoan                |           |
| 2001 | Ngọc Nữ Xuất Chiêu                                   | 玉女添丁                      | Phương Lệ Quyên         |           |
| 2002 | Tân Trát Sư Muội / Love Undercover                   | 新紮師妹                      | Phương Lệ Quyên         |           |
| 2002 | Frugal Game                                          | 慳錢家族                      | Wai Chin-wah            |           |
| 2002 | Dry Wood Fierce Fire                                 | 乾柴烈火                      | Alice                   |           |
| 2003 | Hành Vận Siêu Nhân / My Lucky Star                   | 行運超人                      | Diệp Cô Hồng            |           |
| 2003 | Tân Trát Sư Muội 2 / Love Undercover 2: Love Mission | 新紮師妹2 / 新紮師妹2美麗任務 | Phương Lệ Quyên         |           |
| 2003 | Dragon Loaded 2003                                   | 龍咁威2003                    |                         |           |
| 2003 | Sound of Colors                                      | 地下鐵                        | Trương Hải Ước          |           |
| 2003 | Anna và Võ lâm                                       | 安娜與武林                    | Thạch Anna              |           |
| 2004 | Elixir of Love                                       | 花好月圓                      | Công chúa Hàm Hương     |           |
| 2004 | Three of a Kind                                      | 煎釀三寶                      |                         |           |
| 2004 | Tam canh 2                                           | 三更2                         | Ngải Tinh Tinh          |           |
| 2004 | Dumplings                                            | 餃子                          | Ngải Tinh Tinh          |           |
| 2004 | My Sweetie                                           | 甜絲絲                        | Ms Daughter             | Khách mời |
| 2004 | Disguised Superstar                                  | 冒牌天皇                      |                         | Khách mời |
| 2005 | Thiên bôi bất túy                                    | 千杯不醉                      | Tiểu Mẫn                |           |
| 2006 | 2 Becomes 1                                          | 天生一對                      | Lương Băng Ngạo         |           |
| 2006 | Tứ Đại Thiên Vương / The Heavenly Kings              | 四大天王                      | Dương Thiên Hoa         | Khách mời |
| 2007 | Tình Yêu Đích Thực / Hooked on You                   | 每當變幻時                    | A Diệu                  |           |
| 2010 | Here Comes Fortune                                   | 財緣萬歲                      | Nữ nhân văn phong       |           |
| 2010 | Chí Minh và Xuân Kiều                                | 志明與春嬌                    | Dư Xuân Kiều            |           |
| 2010 | Ôm lấy người tình / Perfect Wedding                  | 抱抱俏佳人                    | Tôn Lạc Hân             |           |
| 2011 | Kiến Đảng Vĩ Nghiệp                                  | 建黨偉業                      | Nữ thanh niên Hong Kong | Khách mời |
| 2011 | Tình hè rực cháy                                     | 戀夏戀夏戀戀下 / 夏日戀神馬   |                         | Khách mời |
| 2011 | Truyền thuyết Bạch Xà                                | 白蛇傳說                      | Thỏ yêu                 | Khách mời |
| 2012 | Xuân Kiều Và Chí Minh                                | 春嬌與志明                    | Dư Xuân Kiều            |           |
| 2012 | Hài kịch dung tục                                    | 低俗喜劇                      |                         | Khách mời |
| 2014 | Xin chào Baby                                        | 六福喜事                      | Cherry                  | Khách mời |
| 2014 | Hương Cảng Tử                                        | 香港仔                        | Trịnh Huệ Thanh         |           |
| 2014 | Chia tay 100 lần                                     | 分手100次                     | Nữ cảnh sát             | Khách mời |
| 2014 | Đơn thân nam nữ 2                                    | 單身男女2                     | Dương Ương Ương         |           |
| 2015 | Cô hiệu trưởng của năm đứa bé                        | 五個小孩的校長                | Lữ Tuệ Hồng             |           |
| 2015 | She Remembers, He Forgets                            | 哪一天我們會飛                | Dư Phượng Chi           |           |
| 2016 | Girl of the Big House                                | 寶貝當家 / 小鬼當家           | Nina                    |           |
| 2017 | Xuân Kiều Cứu Chí Minh                               | 春嬌救志明                    | Dư Xuân Kiều            |           |
| 2018 | Missbehavior                                         | 恭喜八婆                      | Dư Xuân Kiều            | Khách mời |
| 2019 | Mạch Lộ Nhân / I'm Livin' It                         | 麥路人                        |                         |           |

### Truyền hình
| Năm  | Tên                                                   | Tên Tiếng Trung | Vai                | Ghi Chú   |
| ---- | ----------------------------------------------------- | --------------- | ------------------ | --------- |
| 1997 | The Disappearance                                     | 隱形怪傑        | Âu San San         |           |
| 1997 | Mỹ vị thiên vương                                     | 美味天王        | Vưu Gia Gia        |           |
| 1998 | Khoảnh Khắc Tuyệt Vời / Moments of Endearment         | 外父唔怕做      | Chung Lạc Di       |           |
| 2001 | Mỹ Vị Tình Duyên                                      | 美味情緣        | Candy Chu Bảo Điềm |           |
| 2006 | Nhật ký của lão phùng                                 | 老馮日記        |                    | Khách mời |
| 2006 | Twist Love                                            | 讓愛自由        | A Xuân             |           |
| 2007 | Võ Thập Lang                                          | 武十郎          | Võ Thập Lang       |           |
| 2007 | Colours of Love                                       | 森之愛情        | Nicole             |           |
| 2009 | Hành Động Liêm Chính 2009                             | 廉政行動2009    |                    | Khách mời |
| 2009 | Bản lĩnh Kỷ Hiểu Lam 4                                | 鐵齒銅牙紀曉嵐4 | Thiên Thiên        |           |
| 2019 | Người Vợ Đa Năng / Đa Công Năng Lão Bà / Wonder Woman | 多功能老婆      | Lam Phi            |           |